# تيسير العجوري
تيسير عبد الغني العجوري دبلوماسي فلسطيني برتبة سفير منذ 1 يوليو 2015، قدم أوراق اعتماده سفيرًا لدولة فلسطين لدى فنلندا في 3 ديسمبر 2015، كما قدم أوراق اعتماده سفيرًا غير مقيمًا لدولة فلسطين لدى ليتوانيا في 15 أغسطس 2016. كما أنه سفير غير مقيم لدى لاتفيا، وإستونيا.